# Arco Norte
L'Arc Nord appelée aussi Arco Norte est une autovia orbital en projet entre Cabezo de Torres et Javali Nuevo en Espagne. 
Elle est destinée à contourner l'agglomération de Murcie par le nord.
En effet, elle va permettre de desservir toute la zone nord de la métropole afin de la contourner d'est en ouest en desservant les communes aux alentours.
On pourra relier à terme Alicante à Almérie en contournant l'agglomération de Murcie par le nord. 
Elle va permettre de décharger le tronc commun de l'A-7 et l'A-30 au nord de Murcie en venant d'Alicante saturée au heure de pointe car elle reçoit le flux venant de Madrid et le flux venant du Levant espagnol. Elle sera destinée au véhicules de transit qui ne sont pas à destinations de Murcie
Elle sera au norme autoroutière avec au minimum 2x2 voies séparée par un terre plein central et elle sera surnommer Arco Norte.

## Tracé
- Elle va débuter  à l'est de Murcie au niveau de Cabezo de Torres où elle va se détacher de l'A-7.
- Elle va contourner le Centre Commercial de La nueva Condomina où se trouve le stade La nueva Condomina du Real Murcie.
- Elle va contourner Molina de Segura par le sud avant de se reconnecter à l'A-7 à hauteur de Javali Nuevo